# Seminghundra tingslag
Seminghundra tingslag var ett tingslag i Stockholms län och i Stockholms läns västra domsaga. 
Tingslaget bildades 1680 och upphörde 1 januari 1885 då den uppgick i Stockholms läns västra domsagas tingslag.

## Ingående områden
Tingslaget omfattade Seminghundra härad.